# Наджие-султан
Наджие́-султа́н (тур. Naciye Sultan), также Эмине́ Наджие́-султа́н (тур. Emine Naciye Sultan); после 1952 года — Наджие Эмине Киллигиль (тур. Naciye Emine Killigil; 28 ноября 1896 года или 25 октября 1898, Стамбул — декабрь 1957, там же) — внучка османского султана Абдул-Меджида I и его жены Серфираз Ханым-эфенди; супруга военного министра Османской империи и одного из лидеров младотурецкой партии «Единение и прогресс» Энвера-паши.
Наджие-султан была единственной дочерью шехзаде Селима Сулеймана-эфенди и его четвёртой жены Айше Тарзитер-ханым. В 1909 году принцесса была обручена со своим двоюродным братом Абдуррахимом Хайри-эфенди, сыном султана Абдул-Хамида II, однако после отречения султана помолвка была разорвана.
В 1914 году Наджие вышла замуж за военного министра Энвера-пашу, позднее обвинённого в организации геноцида армян, понтийских греков и ассирийцев. После его смерти Наджие вышла замуж за его младшего брата Камиль-бея. В 1924 году после провозглашения Турецкой республики и издания закона об изгнании членов османской династии Наджие с семьёй покинула страну и переехала  во Францию. Только спустя 28 лет она смогла вернуться в Стамбул, где в 1957 году скончалась от рака печени.

## Биография
Наджие-султан родилась по разным данным 28 ноября 1896 года или 25 октября 1898 во дворце Ферие в семье шехзаде Селима Сулеймана-эфенди и его четвёртой жены Айше Тарзитер-ханым. Предположительно, Тарзитер-ханым родилась в Азербайджане в семье абхазов. У Наджие был полнородный брат Мехмед Шерефеддин-эфенди, который был на восемь лет младше её, и старший единокровный брат Мехмед Абдулхалим-эфенди. Зимнее время семья Наджие проводила в Ферие, а лето — в особняке Нисбетие, расположенном в Бебеке. В 1909 году скончался отец Наджие.
Как и большинство девочек, принадлежащих к династии, Наджие получила дворцовое образование. Её первым учителем был Айнызаде Тахсин-эфенди, который обучал её алфавиту. Позднее Наджие стала заниматься музыкой: первые уроки игры на фортепиано и скрипке ей давал учитель Уди Андон, затем игре на фортепиано она обучалась у немецких учителей Брауна, Ланджа и Хеге.

### Помолвка
Когда шехзаде Абдуррахим Хайри-эфенди исполнилось пятнадцать лет, его отец султан Абдул-Хамид II решил, что шехзаде должен жениться на Наджие-султан. Родители девочки были против такого союза ввиду возраста дочери — Наджие была несовершеннолетней. Однако её отец Сулейман Селим не смог отказать своему царственному брату и был вынужден согласиться на помолвку. В 1909 году Абдуррахим Хайри-эфенди и Наджие-султан обручились, однако после отречения султана помолвка была разорвана. Достоверная причина разрыва неизвестна, однако возможно причиной стало письмо, которое получил единокровный брат Наджие Мехмед Абдулхалим-эфенди. В письме говорилось, что помолвка Абдуррахима Хайри и Наджие должна быть расторгнута, иначе Мехмеда Абдулхалима убьют. Узнав о случившемся, султан Мехмед V приказал немедленно провести расследование, в ходе которого выяснилось, что письмо написал сам Мехмед Абдулхалим, считавший такой брак невозможным, поскольку Абдуррахим Хайри и Наджие являлись двоюродными братом и сестрой.

### Первый брак
После разрыва помолвки с Абдуррахимом Хайри мать Наджие-султан принесла ей фотографии нескольких потенциальных женихов, среди которых девушка должна была выбрать будущего мужа. Поскольку на тот момент Наджие было всего около 12 лет, сама она не знала кого выбрать и ей помогли султан Мехмед V, первая жена отца Филишан-ханым и Тарзитер-ханым. Выбор пал на Энвера-пашу, который в то время служил военным атташе в Берлине. На следующий день Айше-ханым, мать Энвера-паши, пришла с обручальным кольцом. Во время церемонии помолвки сам паша не присутствовал.
15 мая 1911 года в понедельник около пяти часов вечера во дворце Долмабахче состоялась официальная заочная церемония бракосочетания Энвера-паши и Наджие-султан. На момент свадьбы Наджие было около 13-15 лет, а Энверу-паше — около тридцати. В течение следующих 3 лет Наджие и Энвер проживали раздельно, но вели переписку. В 1913 году Энвер впервые увидел фотографию Наджие. Первая встреча Энвера-паши и Наджие-султан состоялась лишь 6 ноября 1913 года. 5 марта 1914 года состоялась их свадебная церемония. Местом проведения торжеств был выбран особняк Нишанташи, в дальнейшем переданный в качестве резиденции Наджие-султан. 17 мая 1917 года Наджие-султан родила дочь Махпейкер Ханым-султан во дворце Куручешме. В ноябре 1918 года Энвер-паша покинул Турцию, оставив Наджие в Стамбуле. Тогда же, в ноябре 1918 года, вопреки Мудросскому перемирию, союзные войска оккупировали Стамбул. Дворец Наджие занял генерал Франше д’Эспере, а сама она с дочерью поселилась во временно отведённом ей дворце в районе Султанахмет. Когда Энвер-паша узнал о положении супруги, он отправил в Стамбул своего младшего брата Камиль-бея, который учился в Германии, чтобы позаботиться о Наджие. 14 июля 1919 года Наджие родила вторую дочь Тюркан Ханым-султан.
Наджие предпринимала попытки выехать за границу, однако все они были безуспешными. Во время разговора со своей подругой Мезиет-ханым Наджие рассказала, что хочет покинуть страну. Та предложила обратиться за помощью к главе итальянских оккупационных сил графу Бальдуино Каприни и архитектору Эдоардо Де Нари. С их помощью Наджие удалось переправиться в Бриндизи, где она встретилась со своей золовкой Хасене-ханым и её мужем Назым-беем, после чего все они отправились в Рим. Через несколько дней Наджие посетила османское посольство в Риме, чтобы получить новый паспорт и отправиться к Энверу в Берлин. Для того, чтобы узнать точное место проживания паши, она вызвала его соратника Мехмеда Талаат-пашу. Тот сообщил, что Энвер-паша отбыл в Россию. Несмотря на это, Наджие отправилась в Берлин, где позднее встретилась с Энвером-пашой.
Наджие-султан планировала переехать в Мюнхен, однако отказалась от этой идеи в связи с участившимися беспорядками спартакистов в Берлине. Также на решение повлиял инцидент, в ходе которого спартакисты чуть не напали на Наджие и её деверя Камиль-бея. 29 сентября 1921 года в Берлине Наджие родила третьего ребёнка — султанзаде Али-бея. 4 августа 1922 года Энвер-паша был убит вблизи границы с Афганистаном.

### Второй брак
Через полгода после смерти Энвера-паши Наджие вернулась на родину. 30 октября 1923 года во дворце Куручешме она вышла замуж за его младшего брата Камиль-бея. Халиф Абдул-Меджид II торжественно оформил их брак.
После провозглашения Турецкой республики в октябре 1923 года в обществе начались дискуссии о судьбе халифата. В ходе долгих обсуждений 3 марта 1924 года был принят законопроект об упразднении халифата и изгнании членов династии Османов из Турции. В общей сложности 155 человек были лишены турецкого гражданства, в том числе и Наджие-султан. На следующий день после издания приказа Наджие отправилась во Францию. Она поселилась в небольшой квартире в Париже и часто виделась с шехзаде Ибрагимом Тевфиком-эфенди, Мехмедом Бурханеддином-эфенди и женой последнего Шадие-ханым. 25 февраля 1926 года Наджие родила дочь Рану Ханым-султан.
После изгнания членам династии был запрещён въезд в Турцию, а также транзитный проезд через территорию страны. Однако в 1939 году было сделано исключение для детей Наджие. После начала второй мировой войны Наджие-султан и Камиль-бей переехали в Берн. Там они прожили семь лет, после чего в 1946 году вернулись в Париж.
В 1949 году Наджие-султан развелась с Камилем-беем. Развод был фиктивным: 2 марта 1949 года на оружейном заводе Нури-бея, брата Энвера-паши и Камиль-бея, произошёл взрыв, в результате которого Нури погиб. Камиль-бей должен был поехать в Турцию, чтобы заняться делами брата, однако сделать этого не мог, поскольку запрет на въезд на территорию Турции распространялся также на мужей и жён членов династии.

### Последующие годы
В августе 1952 году Наджие-султан вернулась в Стамбул после ссылки, длившейся 28 лет. По разным источникам, Наджие-султан скончалась 4 или 5 декабря 1957 года от рака печени. Похоронный намаз прошёл в мечети Тешвикие 6 декабря 1957 года, а тело было похоронено в тюрбе шехзаде Ахмеда Кемаледдина в комплексе Яхьи-эфенди.
В 1952 году Наджие-султан опубликовала свои мемуары в газете «Ватан». Мемуары выходили с 15 декабря 1952 года по 21 января 1953 года. В 1990 году мемуары Наджие были опубликованы в книге «Горькие времена: Мемуары Наджие-султан, жены Энвера-паши».
В честь Наджие-султан был назван парк, расположенный в районе Бешикташ в Стамбуле.

## Благотворительность
В 1912 году был основан «Женский центр красного полумесяца» для оказания медицинской помощи в Стамбуле и близлежащих поселениях. В феврале 1914 года организация объявила о начале медицинских курсов по уходу за больными. Курс состоял из восемнадцати уроков, каждый из которых длился два часа и проводился по пятницам и воскресеньям. Занятия должны были вести Бесим Омер Акалын и Акил Мухтар. Курс прошли около 40-50 женщин, а по окончании курса 27 женщин успешно сдали экзамен. Наджие-султан проявляла интерес к данной организации. Так, например, она и первая жена султана Мехмеда V Камурес Кадын-эфенди посетили церемонию вручения сертификатов. Также известно, что Наджие-султан пожертвовала организации 1 500 курушей.
24 декабря 1914 года Нурие Ханым-эфенди, жена политика Исмаила Джанбулата, основала «Ассоциацию женщин, помогающих солдатским семьям». Наджие стала покровительницей этой организации. Военные годы были очень тяжёлыми для поэтессы Нигяр-ханым, и Наджие-султан помогла добиться ей назначения пенсии. Женщины стали близкими подругами. Поэтесса приезжала к Наджие чтобы поздравить её с рождением Махпейкер.
В августе 1916 года было основано «Общество работающих мусульманок» с штаб-квартирами в стамбульских районах Бейоглу и Ускюдар. Наджие занималась патронажем общества, которое помогало женщинам найти работу.